# Diodora
Diodora – imię żeńskie pochodzenia greckiego, od Διοδωρος (Diodoros), co oznacza „dar Zeusa” („dar Boga”). Żeński odpowiednik imienia Diodor. Wśród patronów — św. Diodor, wspominany razem ze św. Rodopianem. 
Diodora imieniny obchodzi 3 maja i 11 września. 